# シレムン (スニト部)
シレムン（モンゴル語: Širemün、生没年不詳）は、モンゴル帝国のイラン・アゼルバイジャン方面タンマチ（辺境鎮戍軍）司令官を務めた人物。初代イラン・アゼルバイジャン方面タンマチ（辺境鎮戍軍）司令官チョルマグンの息子で、スニト部出身であった。『集史』などのペルシア語史料ではشيرامون（Shīrāmūn）と記される。

## 概要

### 来歴
1228年、監国トルイとオゴデイ（後の第二代皇帝）の協議の下、イラン方面にチョルマグンを司令官とするタンマチ（辺境鎮戍軍）が派遣された。チョルマグンはホラズム・シャー朝の遺領で活動するジャラールッディーン・メングベルディーを撃破し、西北イラン・アゼルバイジャン・グルジア・アナトリア西部一帯を平定した上、他のタンマチと同様に征服地（アゼルバイジャン方面）に駐屯した。チョルマグンの死後、イラン方面タンマチはベスト部のバイジュに引き継がれ、チョルマグンの息子のシレムンもバイジュの指揮下に入った。第四代皇帝モンケの治世に「フレグの西征」が始まると、バイジュ率いるタンマチ軍もフレグの指揮下に入り、征服戦争に従軍することになった。
『集史』「フレグ・ハン紀」によると、シレムンは1258年のバグダードの戦いにおいて、ジョチ家のクリ、バラカン、トタルらとともにスーク・スルターン門攻めに加わったという。シレムンの上官に当たるバイジュもバグダードの戦いで目覚ましい働きを行ったとされるが、増長して「俺こそがルームを服従させたのだ」と語るまでになったため、フレグはヤサによってバイジュを処刑した。その後、モンケ・カアン自らの勅令によってシレムンがバイジュの地位を引き継ぐよう命じられ、シレムンは第三代イラン・アゼルバイジャン方面タンマチ（辺境鎮戍軍）司令官となった。『集史』「フレグ・ハン紀」ではフレグがシリアに向けて出発した頃からバイジュの名前が現れなくなるため、バイジュの死とシレムンの抜擢はバグダード陥落〜シリア遠征開始直後の頃のことと推測されている。

### ノガイ軍との戦い（テレク川の戦い）
しかし、1259年モンケ・カアンが急死したとの報せが届くとフレグの征西軍を巡る情勢は急変し、フレグはイラン一帯で自立しフレグ・ウルスを建国するとともに、なし崩し的にホラーサーン総督府、アゼルバイジャン鎮戍府（＝イラン方面タンマチ）を自らの傘下に収めた。このような動きに対して自らの権益を侵されることを危惧したジョチ・ウルスは反発し、更にクリ、バラカン、トタルらがフレグによって処刑されるという事件を切っ掛けとして、フレグ軍とベルケの治めるジョチ・ウルスとの間に戦端が開かれることとなった。ベルケはトタルの親類でもあるノガイを先遣隊として派遣し、ノガイはカスピ海西岸沿いに南下してフレグの勢力圏たるアゼルバイジャンのシルヴァーン地方に進出してきた。これに対し、フレグはイラン中から軍を徴集するとともに、シレムン及びサマガル・ノヤン、アバタイ・ノヤンらをノガイ軍の迎撃のため先に派遣した。最も早く到着したシレムン軍はノガイ軍の猛攻に一旦敗走したものの、後から追いついたアバタイ軍の助けを得てノガイ軍を敗走させた。
その後、フレグの長男のアバカ率いる軍勢が到着し、シレムンとアバタイは「アバカ皇子は父上の下にお戻り下さい」と説得したものの、アバカはこれに従わず前線に留まった。シレムン、アバタイ、アバカら率いる軍勢がノガイ軍を追撃してテレク川を渡った所、テレク河畔にはノガイ軍が残した幕営が残っており、フレグ軍はこれを接収して3日間飲酒と宴楽に耽った。油断していたフレグ軍に対してノガイ軍は奇襲をかけたため、フレグ軍は敗走してしまい、更に退却中に凍結していたテレク川が崩れ多数の兵士が溺死するという大敗北を喫してしまった。シレムン、アバカといった首脳陣は帰還できたものの、タブリーズに帰還したフレグは流石に意気消沈してしまったという。

### アバカの治世
1265年、フレグが亡くなりアバカがその地位を継ぐと、シレムンはグルジア方面の統治を委ねられた。1268年頃、チャガタイ家のテクデル（ジョチ家のクリらと同様、フレグの遠征軍に家を代表して従軍していた）がフレグ家を離脱してチャガタイ・ウルス当主バラクの下に逃れようとする事件が起こった。この時、テクデルはカスピ海西岸を北上して中央アジアに出るルートをとったため、グルジア方面に駐屯していたシレムンがこれを追跡することになった。両軍はある丘の上で遭遇したがテクデルは戦わずして逃走し、ダルバンドに向かった。ところが道は既にシレムンらによって封鎖されており、テクデルはやむなくグルジア方面に進んだものの道に迷ってしまった。シレムンはテクデル軍を発見するとその兵士の大部分を殺し、テクデルら一部を捕虜としてアバカの下に連行させた。
この後、「タラス会盟」でジョチ・ウルス及びオゴデイ・ウルスと攻守同盟を結んだバラクがフレグ・ウルスに侵攻すると、シレムンもバラク軍撃退のためアバカ率いる軍勢に加わった。アバカはカラ・スゥ平原の戦いでバラク軍に大勝し、モンゴル帝国の中では新興のフレグ・ウルスはここに至ってその存在を確立することに成功した。なお、『グルジア年代記』によると、シレムンはバラクとの戦いの後、グルジア軍とともにギーラーン征討を行ったという。
『集史』「ベスト部族志」にはシレムンの後、イラン・アゼルバイジャン方面タンマチはバイジュの息子のアダクが継承したと記されているが、アダクに関する記述は少なく詳しい経緯は不明である。ただし、前後の状況からシレムンの死とアダクの継承は1270年代の中頃のことではないかと推測されている。

## 子孫
シレムンには何人か息子がいたが、多くがフレグ・ウルスの内乱に巻き込まれて処刑されてしまった。そのため、シレムンの息子の代でチョルマグン家は衰退し、それ以降史料上に現れることはなくなる。

### エブゲン
アバカの治世末期にシリア遠征に加わり、アバカ配下の有力武将の一人として知られた。アバカの死後、アフマド・テクデルが即位するとエブゲンはアフマドの側近として重用され、アフマドの「本営（アウルク）の長」にも任じられた。しかし、1284年の内乱でアルグンがアフマドを打倒し即位すると、エブゲンもまた処刑された。

### バイグト
史料上にほとんど言及はないが、ガザンの治世にグルジア方面で処刑されたことが記録されている。

### バヤン
オルジェイトゥに仕えて千人隊長となり、最後にはホラーサーン軍の長になったという。
なお、『グルジア年代記』にはシレムンに「コンチバ（Conchiba）」という息子がおり、グルジア方面に派遣されたことが記されているが、これ以外の史料に言及されることはない。

## イラン・アゼルバイジャン方面タンマチ司令官
1. チョルマグン（Čormanγun ＞綽児馬罕/chuòérmǎhǎn,چورماغون/Chūrmāghūn）
2. バイジュ・ノヤン（Baiǰu noyan ＞ بايجو نويان/Bāyjū Nūyān）
3. シレムン（Širemün ＞شيرامون/Shīrāmūn）
4. アダク（Adak ＞اداک/Adāk）

## スニト氏チョルマグン家
- チョルマグン（Čormanγun ＞綽児馬罕/chuòérmǎhǎn,چورماغون/Chūrmāghūn）
  - シレムン（Širemün ＞شيرامون/Shīrāmūn）
    - エブゲン（Ebügen ＞ابوکان/Abūkān）
    - バイグト（Baiγut ＞بايغوت/Bāīghūt）
    - バヤン（Bayan ＞بايان/Bāyān）